# Éthiopie (chanson)
Éthiopie est une chanson française écrite par Renaud sur une musique de Franck Langolff, sortie en 1985 sur maxi 45 tours Pathé Marconi, interprétée par le collectif d'artistes Chanteurs sans frontières. La version instrumentale figure en face B.

## Histoire de la chanson
Elle fait suite à la famine qui touche l'Éthiopie en 1984-1985. Les artistes se sont mobilisés dans les pays anglo-saxons pour réunir des fonds. C'est dès l'automne 1984, Bob Geldof et le Band Aid, avec Do They Know It's Christmas? , puis  We Are the World du collectif USA for Africa,.
En France, avec un décalage de quelques mois, la chanteuse Valérie Lagrange téléphone à Renaud pour lancer une initiative auprès de chanteurs, chanteuses ou groupes francophones, qui accepte, . D'autres artistes sont sollicités : l'objectif d'une quarantaine d'artistes associés à l'opération est rapidement atteint, et certains s'agaceront même publiquement de ne pas avoir été contactés.
Une chanson, Éthiopie, est écrite spécifiquement par Renaud et mise en musique par Franck Langolff. Ses paroles seront plusieurs fois remaniées à la suite de remarques diverses et de critiques, le but étant manifestement d'éviter les polémiques : « J'ai pas honte de mes paroles. Si j'avais conçu la chanson uniquement pour moi, je l'aurais simplement écrite avec plus de violence » indiquera Renaud. Un maxi 45 tours est enregistré, avec une version instrumentale en face B. Le groupe des artistes choisit de s'intituler Chanteurs sans frontières, un intitulé qui rappelle celui du partenaire Médecins sans frontières. Diffusé à la radio et présent mi-avril 1985 dans les bacs des disquaires, ce disque se vend rapidement à plus d'un million d’exemplaires, un mois plus tard et dépasse les 2 millions d'exemplaires en septembre. Un concert est organisé à la hâte, en octobre 1985, à la suite du disque,  au Parc de la Courneuve, le lieu traditionnel de la Fête de l'Humanité, et se déroule sous la pluie, avec moins de monde que prévu, malgré la présence des artistes du disque et de quelques autres, notamment des artistes qui n'avaient pas été sollicités pour le disque.
Les musiciens et techniciens associés au disque ou au concert donnent de leur temps gratuitement. De même que les studios d'enregistrement. Les disquaires vendent sans bénéfice. 1200 panneaux publicitaires environ, gratuits, ont été posés sur le disque dans 48 villes. Enfin, sur ces ventes, le gouvernement décide de ne prélever aucune TVA. Les bénéfices et droits d'auteurs sont versés intégralement à Médecins sans frontières.
L'animation du concert a été effectuée par  Michel Drucker et Coluche. A la radio Europe 1, un auditeur s'en prend à Coluche. « Bravo pour l'effort en faveur de l'Afrique », indique-t-il, « mais quid des millions de Français qui vivent dans la misère ? ». Coluche  enregistre. L'idée des Restos du Cœur vient de naître.

## Artistes concernés
Les trente-cinq artistes francophones regroupés dans les Chanteurs sans frontière sont, par ordre d'apparition de leur voix :  Julien Clerc, Maxime Le Forestier, Michel Berger, Richard Berry, Gérard Depardieu, Gérard Blanchard, Francis Cabrel, Louis Chedid, Christophe, Coluche, Charlélie Couture, Hugues Aufray, Josiane Balasko, Didier Barbelivien, Diane Dufresne, France Gall, Jean-Jacques Goldman, Richard Gotainer, Jacques Higelin, Valérie Lagrange, Catherine Lara, Axel Bauer, Jeane Manson, Nicolas Peyrac, Véronique Sanson, Alain Souchon, Jean-Louis Aubert, Diane Tell, Fabienne Thibeault, Lili Drop, Trust, Laurent Voulzy et Renaud.
S'y ajoutent pour le concert : Daniel Balavoine, Johnny Hallyday, Bernard Lavilliers, Patrick Bruel, Francis Lalanne, Sheila, Dorothée et Gérard Lenorman. 
Michel Drucker s'associe à l'animation du concert, avec Coluche.